# Geoffrey Wigdor
Geoffrey Wigdor (New York, 23 gennaio 1982) è un attore statunitense.
È meglio conosciuto per il suo ruolo nel film drammatico Sleepers nel 1996, in cui è stato affiancato da attori quali Brad Renfro, Jonathan Tucker e Joseph Perrino.
Wigdor ha ottenuto uno dei suoi primi ruoli nella soap opera Quando si ama, dove interpretava J.J. Forbes. È apparso anche in vari spot pubblicitari.
Per la sua intensa interpretazione in Sleepers, Geoffrey è stato nominato come miglior giovane attore in un film drammatico.

## Filmografia parziale

### Cinema
- Una lunga pazza estate (It Runs in the Family), regia di Bob Clark (1994)
- Sleepers (1996)
- In Dreams (1999)
- Levity (2003)

### Televisione
- Quando si ama (Loving) - serie TV (1993-1995)
- Law & Order - I due volti della giustizia (Law & Order) - serie TV, episodio Eccesso di rabbia (2000)
- Law & Order - Unità vittime speciali (Law & Order: Special Victims Unit) - serie TV, episodio 3x05 (2001)
- E.R. - Medici in prima linea (ER) - serie TV, 1 episodio (2005)

## Doppiatori italiani
Nelle versioni in italiano dei suoi lavori, Edward Furlong è stato doppiato da:
- Paola Majano in Quando si ama
- Simone Crisari in Sleeper
- David Chevalier in Levity
- Marco Vivio in Elementary